# Карол Мец
Карол Мец (на естонски: Karol Mets) е естонски футболист, който играе на поста централен защитник. Състезател на Санкт Паули.

## Кариера
Започва да тренира в школата на Вилянди Тулевик Естония през 2003. Играе като централен защитник, но е използван и като дефанзивен халф или полузащитник. През 2009 започва да играе за втория тим на Вилянди Тулевик Естония. Дебютира за отбора на 8 март 2009 при победата с 4:3 над Раквере Естония. Първи гол бележи на 30 август 2009 при победата с 5:2 над Уориър Валга Естония. Записва 32 мача с 3 гола през сезон 2009 и 23 мача с 1 гол през 2010 или общо 55 мача с 4 гола за този тим. През същата 2010 е даден под наем на Уориър Валга Естония, където записва 4 мача с 1 гол. Дебютира на 19 септември 2009 при равенството 2:2 с Феникс Йъхви Естония. Дебютен гол вкарва на 7 ноември 2009 при победата с 4:1 над Флора Талин 2 Естония. На 1 януари 2011 е привлечен във Флора Талин Естония. Дебютира за тима на 1 март 2011 при победата след дузпи с 5:3 над Левадия Естония в мач за суперкупата на Естония. През първите два сезона играе паралелно за втория отбор и първия тим. За втория има 17 мача с 1 гол през сезон 2011 и 2 мача с 2 гола през 2012 или общо 19 мача с 3 гола. За първата формация играе 22 мача с 2 гола през сезон 2011; 37 мача с 4 гола през 2012; 38 мача с 2 гола през 2013 и 38 мача с 2 гола през 2014. Общо изиграва 135 мача с 10 гола за тима. Печели титла на Естония през 2011, купата на Естония през 2012/13, суперкупата на Естония през 2011 и 2012. През 2014 е избран за най-добрия млад естонски футболист. През 2012 и 2013 минава неуспешни проби с Бреша Калчо Италия, Мидтиланд Дания и Копенхаген Дания. На 5 декември 2015 подписва с Викинг Норвегия за сума около милион и половина евро. Дебютира за тима на 6 април 2015 при загубата с 1:0 от Мьондален Норвегия. Изиграва 34 мача през сезон 2015; 32 мача през сезон 2016 и 17 мача през сезон 2017 или общо 83 мача за тима. На 31 юли 2017 преминава в Бреда Нидерландия за около 100 000 евро. На 12 август 2017 дебютира при загубата с 4:1 от Витес Нидерландия. Първи гол бележи на 20 септември 2017 при загубата с 4:3 от Ахилес 29 Нидерландия. Записва 26 мача с 1 гол през сезон 2017/18 и 16 мача с 1 гол през сезон 2018/19, с което закръгля статистиката си на 42 мача с 2 гола. На 14 март 2019 подписва с АИК Футбол Швеция за около 300 000 евро. Дебютира на 31 март 2019 при равенството 0:0 с Йостершунд Швеция. През сезон 2019 играе 27 мача, а през сезон 2020 добавя 19 мача с 2 гола, за да запише общо 46 мача с 2 гола. На 2 октомври 2020 подписва с Ал-Итифак Саудитска Арабия. През сезон 2020/21 записва 23 мача за тима. На 10 август 2021 се присъединява към ЦСКА.
Дебютира за националния отбор на Естония до 17 години през май 2009 срещу Латвия като записва общо 8 мача за тази формация. През 2010 играе един мач срещу Финландия за националния отбор на Естония до 18 години. През същата 2010 дебютира и за тима на Естония до 19 години срещу Португалия. През 2012 участва със същата формация и на световно първенство на турнира в Естония. Изиграва общо 32 мача за тази възрастова група. През 2012 дебютира срещу Русия и за националния отбор на Естония до 21 години, като записва общо 20 мача за тима. Дебютира за първия състав на Естония на 19 ноември 2013 при победата с 3:0 над Лихтенщайн. Записва внушителните 71 мача за първия състав на родината си.